# NGC 2662
NGC 2662 (również PGC 24612) – galaktyka eliptyczna (E), znajdująca się w gwiazdozbiorze Hydry. Odkrył ją John Herschel 16 marca 1836 roku.